# Шилов, Геннадий Михайлович
Генна́дий Миха́йлович Ши́лов (род. 19 октября 1955, Кез, Удмуртская АССР) — генеральный директор ЗАО «Сибур-Химпром». Президент Пермской краевой федерации футбола. Депутат Законодательного собрания Пермского края, член фракции «Единая Россия».

## Производственная деятельность
- 1972—1973 — учёба в городском профессиональном училище № 19.
- 1973—1974 — электромонтёр Пермского нефтеперерабатывающего комбината.
- 1974—1976 — служба в Советской армии.
- 1976—1989 — электромонтёр по ремонту электрооборудования, кабельщик-спайщик, начальник участка ПО «Пермнефтеоргсинтез».
- 1989—1992 — заместитель директора по общим вопросам ГХП «Завод минеральных удобрений»
- 1992—2004 — коммерческий директор ГП «Завод минеральных удобрений».
- 1 июня 2004 — по 31 января 2012 — генеральный директор ОАО «Минеральные удобрения».
- 26 марта 2012 — 9 марта 2015 — генеральный директор АО «Сибур-Химпром».
- 10 марта 2015 — май 2017— представитель генерального директора ООО «Сибур» в Пермском крае

## Общественная деятельность
- 1980—1987 — член профкома Производственного объединения «Пермнефтеоргсинтез», председатель жилищно-бытовой комиссии объединения.
- 1985—1987 — председатель профкома энергоуправления Производственного объединения «Пермнефтеоргсинтез».
- С 2005 — член Президиума Регионального объединения работодателей Пермского края «Сотрудничество».
- Депутат Законодательного Собрания Пермского края первого и второго созыва (2006—2011, с 2011). Заместитель председателя комитета по развитию инфраструктуры. Член Совета фракции «ЕДИНАЯ РОССИЯ». Руководитель постоянно действующей рабочей группы по рассмотрению вопросов, связанных с развитием автомобильных дорог и дорожной деятельностью в Пермском крае.

## Спортивная деятельность
- 1983 — чемпион Пермской области по футболу в составе Верхнемуллинского «Урожая».
- 1993—2010 — вице-президент Футбольного клуба «Амкар».
- 2001—н. в. — президент «Общественной организации „Пермская городская федерация футбола“»/«Федерации футбола Пермского края».
- 2005—н. в. — президент женской футбольной команды «Звезда-2005».
- с 2011 — президент футбольного клуба «Амкар».

## Награды и почётные звания
- 1999 — медаль орден «За заслуги перед Отечеством II степени».
- 2001 — золотой значок ОАО «Минеральные удобрения».
- 2001 — орден православной церкви преподобного Сергия Радонежского III степени.
- 2001 — почетная грамота Федерации Независимых профсоюзов России.
- 2004 — доска Почёта ОАО «Минеральные удобрения».
- 2004 — благодарность Администрации Индустриального района.
- 2005 — звание «Почетный химик» Министерства промышленности и энергетики РФ
- 2005 — медаль ЦК Росхимпрофсоюза «За активную работу в профсоюзе» II степени
- 2005 — благодарственное письмо Главы города Перми.
- 2005 — почетная грамота ОАО «Минеральные удобрения».
- 2005 — памятный знак «Герб Пермской области».
- 2005 — орден РПЦ «Преподобного Серафима Саровского» III степени за вклад в дело возрождения храмов.
- 2006 — грамота Федерации независимых профсоюзов.
- 2006 — почетная грамота города Перми.
- 2006 — почетная грамота главы администрации Индустриального района.
- 2006 — медаль Св. Александра Невского («Александровская медаль»).
- 2007 — благодарность Губернатора Пермского края.
- 2007 — книга Почёта ОАО «Минеральные удобрения».
- 2007 — почетный знак Индустриального района города Перми «За заслуги перед районом» I степени.
- 2009 — благодарность администрации Индустриального района города Перми.
- 2010 — благодарственное письмо Губернатора Пермского края.
- 2010 — признан лучшим топ-менеджером СИБУР Холдинга.
- 2010 — благодарность Главы Администрации Индустриального района города Перми.
- 2010 — почетная грамота Пермского края.
- 2011 — благодарственное письмо Губернатора Пермского края.
- 2011 — почетный знак Росхимпрофсоюза «За заслуги».
- 2011 — медаль МЧС России.
- 2012 — медаль Ордена «За заслуги перед Отечеством» I степени — за достигнутые трудовые успехи и многолетнюю добросовестную работу[1]
- 2013 — медаль за вклад в повышение энергоэффективности края
- 2014 — памятная медаль МЧС России «МАРШАЛ ВАСИЛИЙ ЧУЙКОВ»
- 2014 — нагрудный знак Нефтегазстройпрофсоюза России «Диалог и партнерство»
- 2015 — благодарственное письмо Губернатора Пермского края
- 2015 — знак «За вклад в развитие СИБУРа»
- 2015 — присвоено звание «Почетный гражданин Пермского края»